# Michał Nadachowski

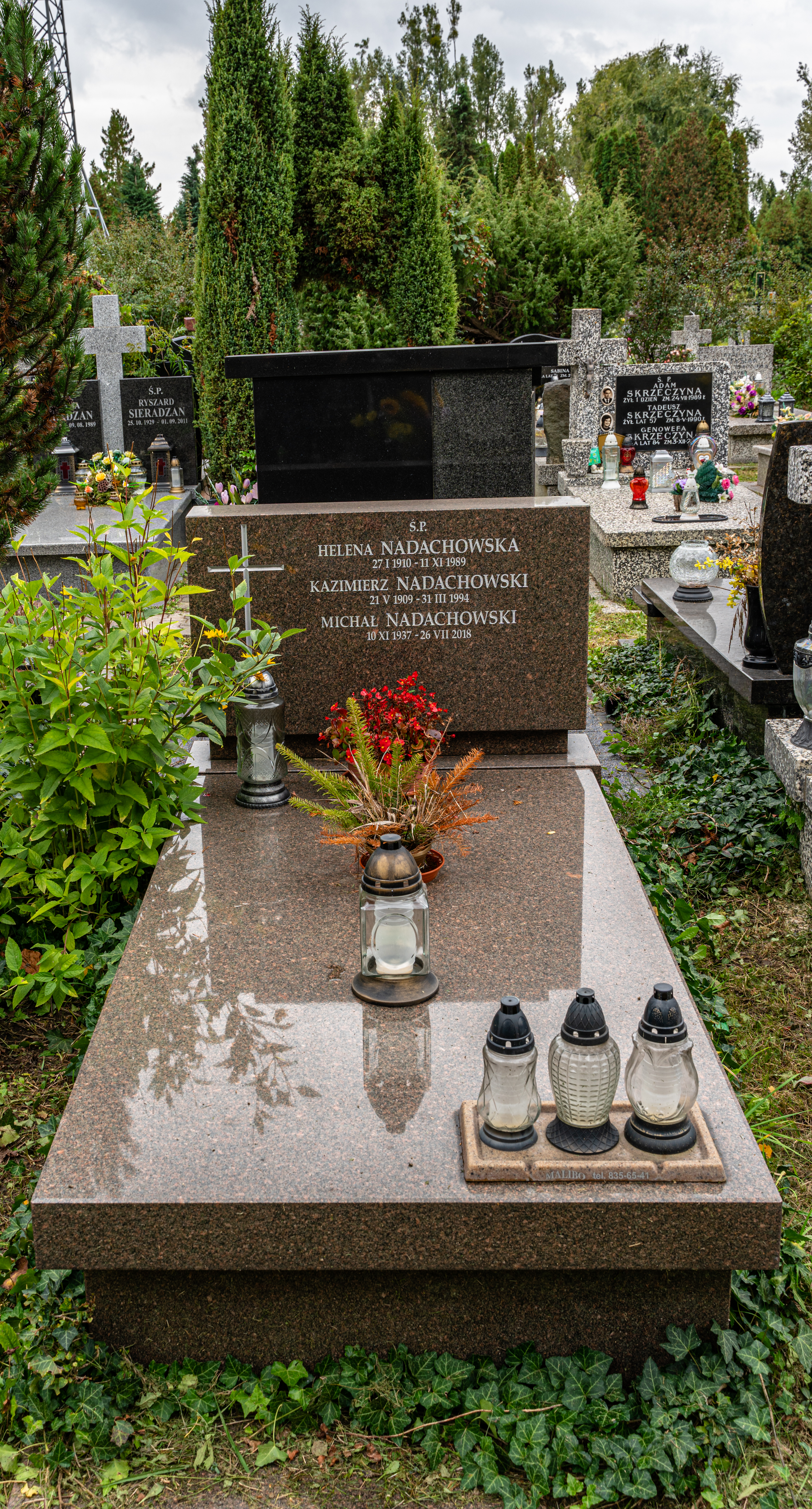
Grób Michała Nadachowskiego na cmentarzu Komunalnym Północnym w Warszawie

Michał Andrzej Nadachowski  (ur. 10 listopada 1937, zm. 26 lipca 2018) – polski elektronik, dr inż., redaktor prasy technicznej.

## Życiorys
Posiadał stopień naukowy doktora inżyniera. Specjalizował się w elektronice jądrowej. Od 1961 był pracownikiem Instytutu Badań Jądrowych, piastując między innymi funkcję zastępcy dyrektora Instytutu Problemów Jądrowych ds. badawczo-rozwojowych, a także kierownika Zakładu Elektroniki Jądrowej. Był wieloletnim członkiem Rady Naukowej Instytutu Problemów Jądrowych im. Andrzeja Sołtana. Był również autorem uznanych publikacji w zakresie elektroniki w tym podręcznika Analogowe układy scalone oraz współautorem poradnika Przetworniki analogowo-cyfrowe i cyfrowo-analogowe, a także  tłumaczem literatury fachowej i redaktorem prasy technicznej w tym ostatnim redaktorem naczelnym miesięcznika Radioelektronik. Tłumaczył także na język polski książki techniczne, m.in.: Cyfrowe przetwarzanie sygnałów. Praktyczny poradnik dla inżynierów i naukowców, Cyfrowe przetwarzanie sygnałów. Metody, algorytmy, zastosowania czy Przetworniki A/C i C/A. Teoria i praktyka.
Michał Nadachowski był także współpracownikiem międzynarodowego komitetu normalizacyjnego aparatury jądrowej IEC, założycielem Stowarzyszenia Ekologów na Rzecz Energii Nuklearnej i członkiem Stowarzyszenia Elektryków Polskich. Piastował także funkcję wiceprezes oraz prezesa Fundacji PROCAMAC.
Zmarł 26 lipca 2018 i 7 sierpnia tego samego roku został pochowany na Cmentarzu Komunalnym Północnym w Warszawie (kwatera; W-IX-8; rząd 6; grób 16).